# Бражник сосновий
Бражник сосновий (Sphinx pinastri) — метелик родини бражникових. Описаний Карлом Лінеєм у 1758 р.

## Зовнішній вигляд
Довжина передніх крил 3,5-4 см. Забарвлення верхньої сторони непримітне, сіро-коричневе з хвилястим візерунком, який допомагає в маскуванні. Задні крила з верхньої сторони також монохромні, темно-коричневі. На відміну від більшості бражникових у них відсутнє яскраве забарвлення. 
Черевце смугасте з світлими та темними смугами, які інколи бувають не досить виразними.

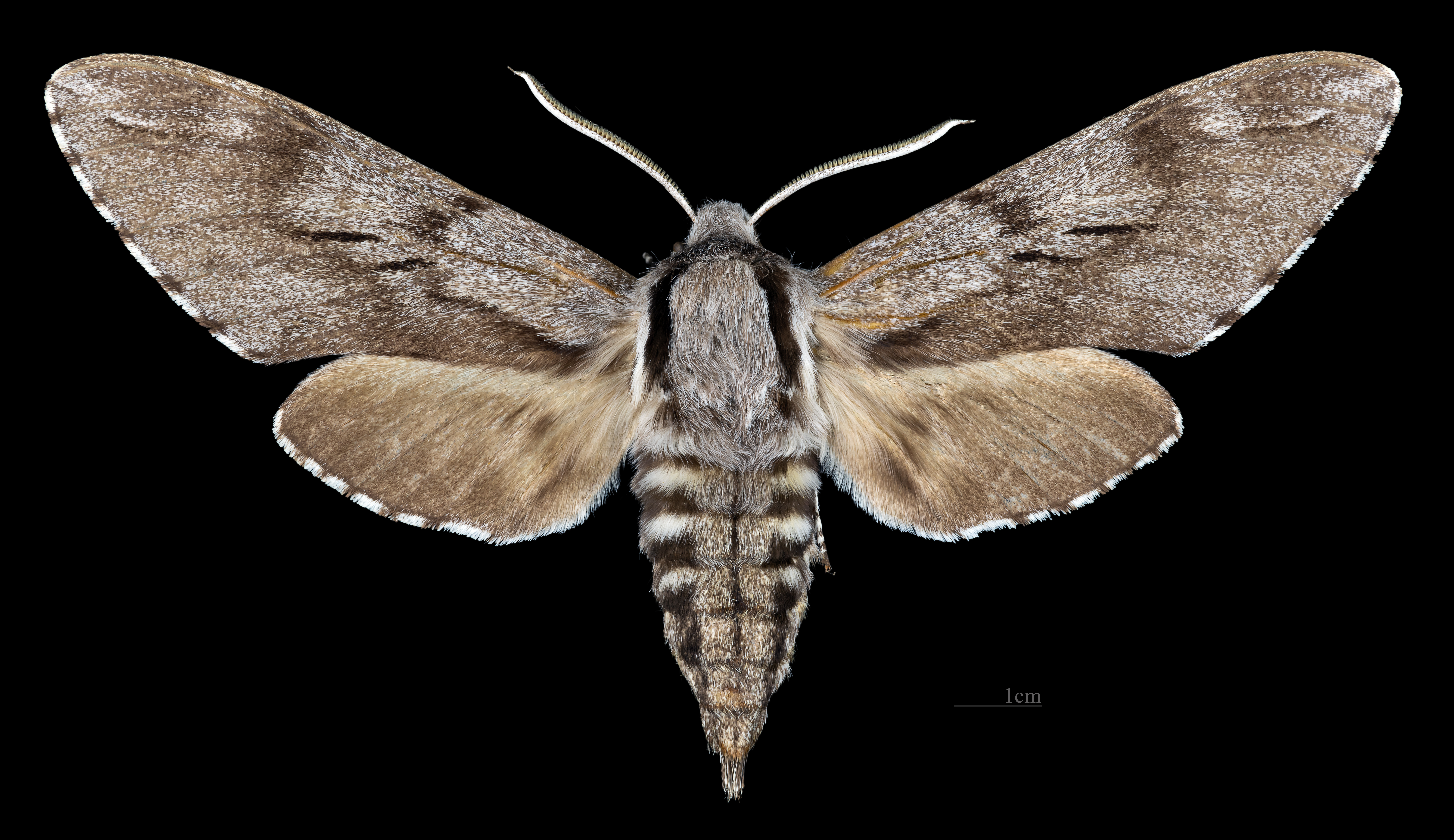
Самець.
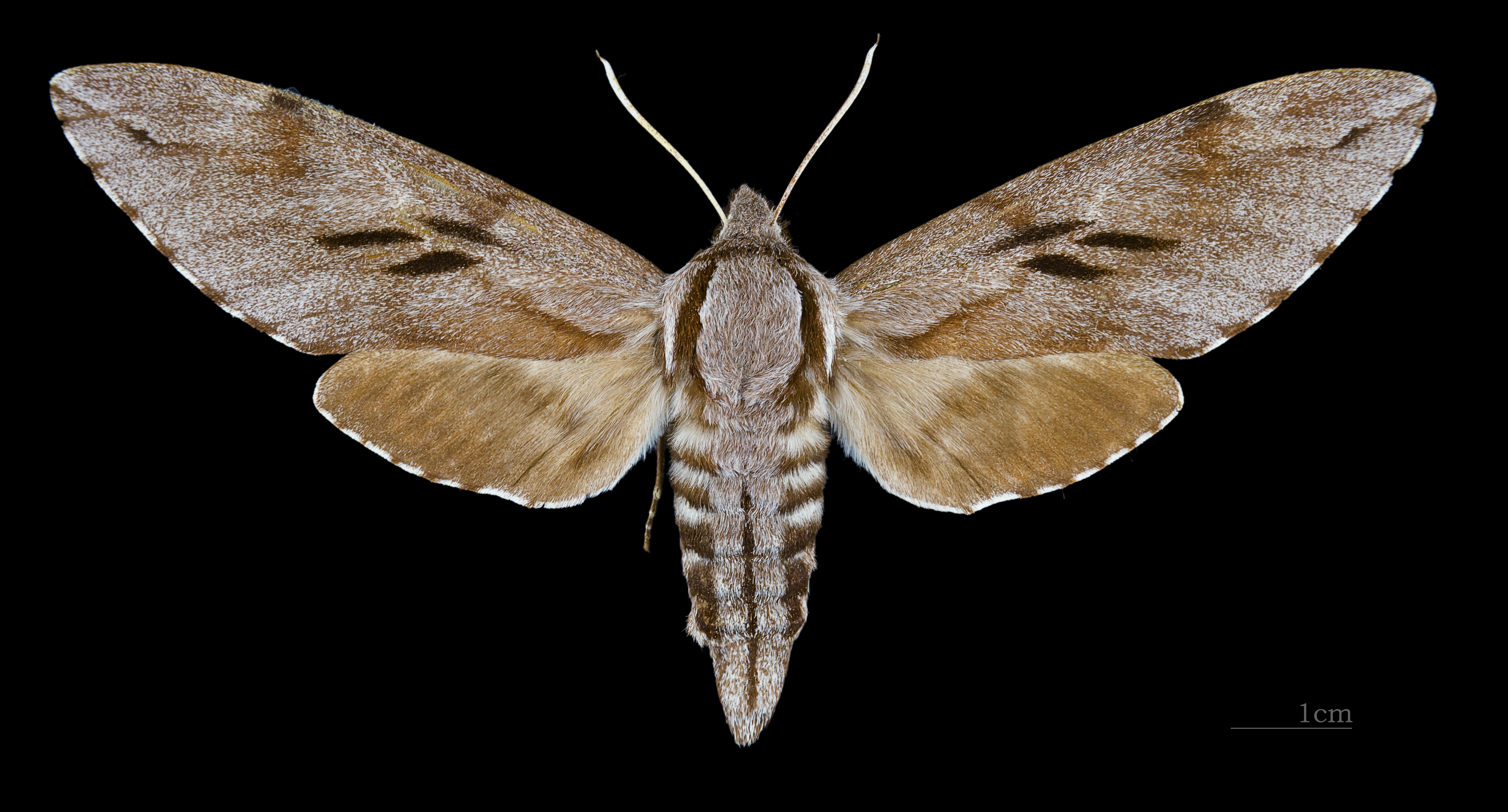
Самиця

## Ареал та деталі розповсюдження
Поширений у всій Європі де є хвойні ліси. В гірській місцевості підіймається до їх межі, На сході ареал досягає озера Байкал.
Зустрічається в багатьох регіонах, але ніде не створює масової популяції, через що не вважається шкідником для лісових господарств.
Мешкає в соснових та ялинкових лісах. Саме на хвою сосни самиці відкладають яйця.
Літає з травня до липня.

## Гусінь
Живе з липня до вересня. Надзвичайно яскраво розфарбована. По спині проходить широка коричнева смуга, яка з боків супроводжується жовто-білою і зеленою паралельними лініями.
Кормові рослини: сосна та ялина.
Значної шкоди сосновим лісам гусінь не становить. Як шкідник гусінь соснового бражника згадувалась лише раз — e 1930-ті роки в Польщі.

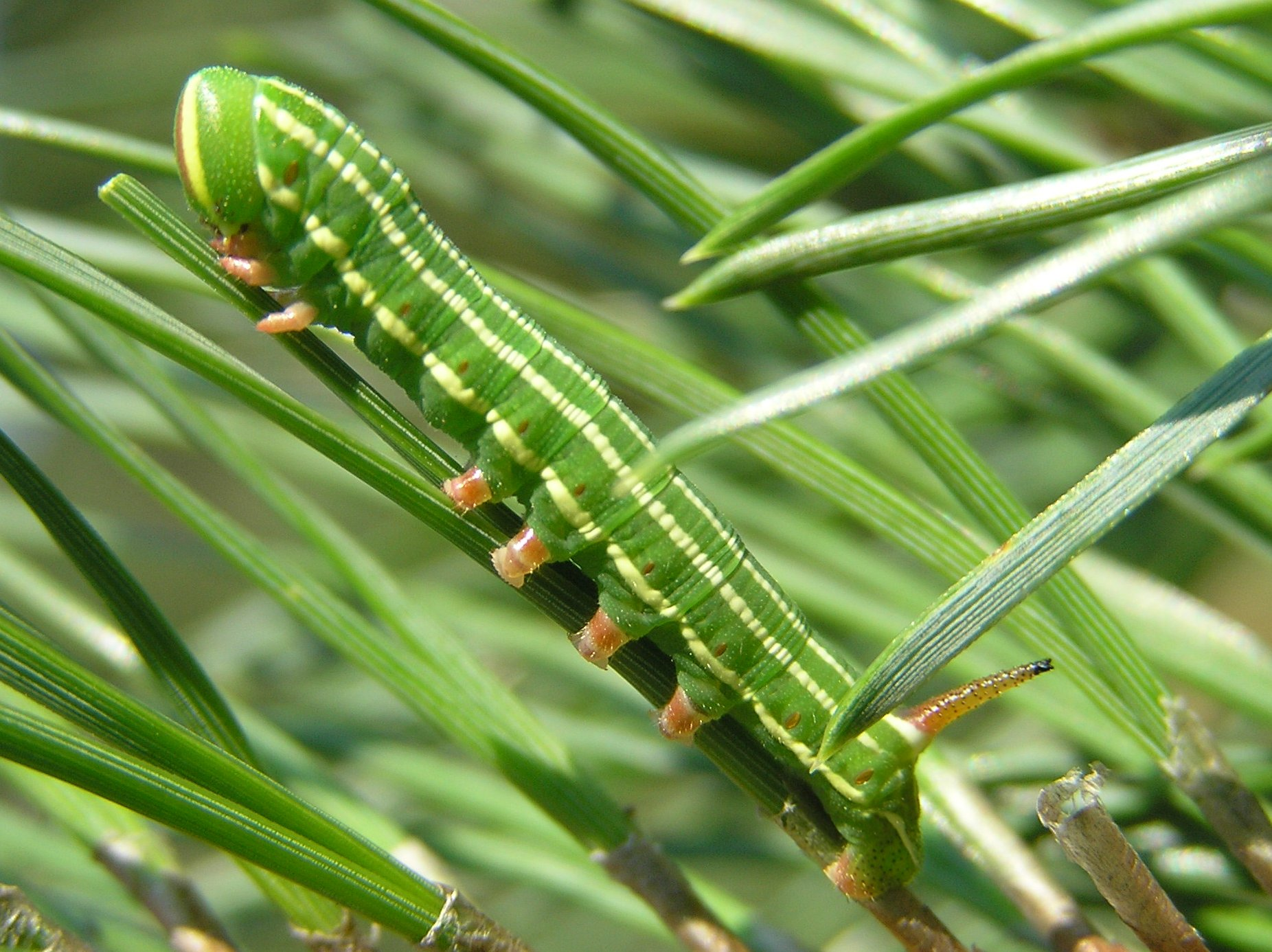
Гусінь соснового бражника.